# Banyusari (Malausma)
Banyusari is een bestuurslaag in het regentschap Majalengka van de provincie West-Java, Indonesië. Banyusari telt 4721 inwoners (volkstelling 2010).